# Thomas J. Watson Research Center

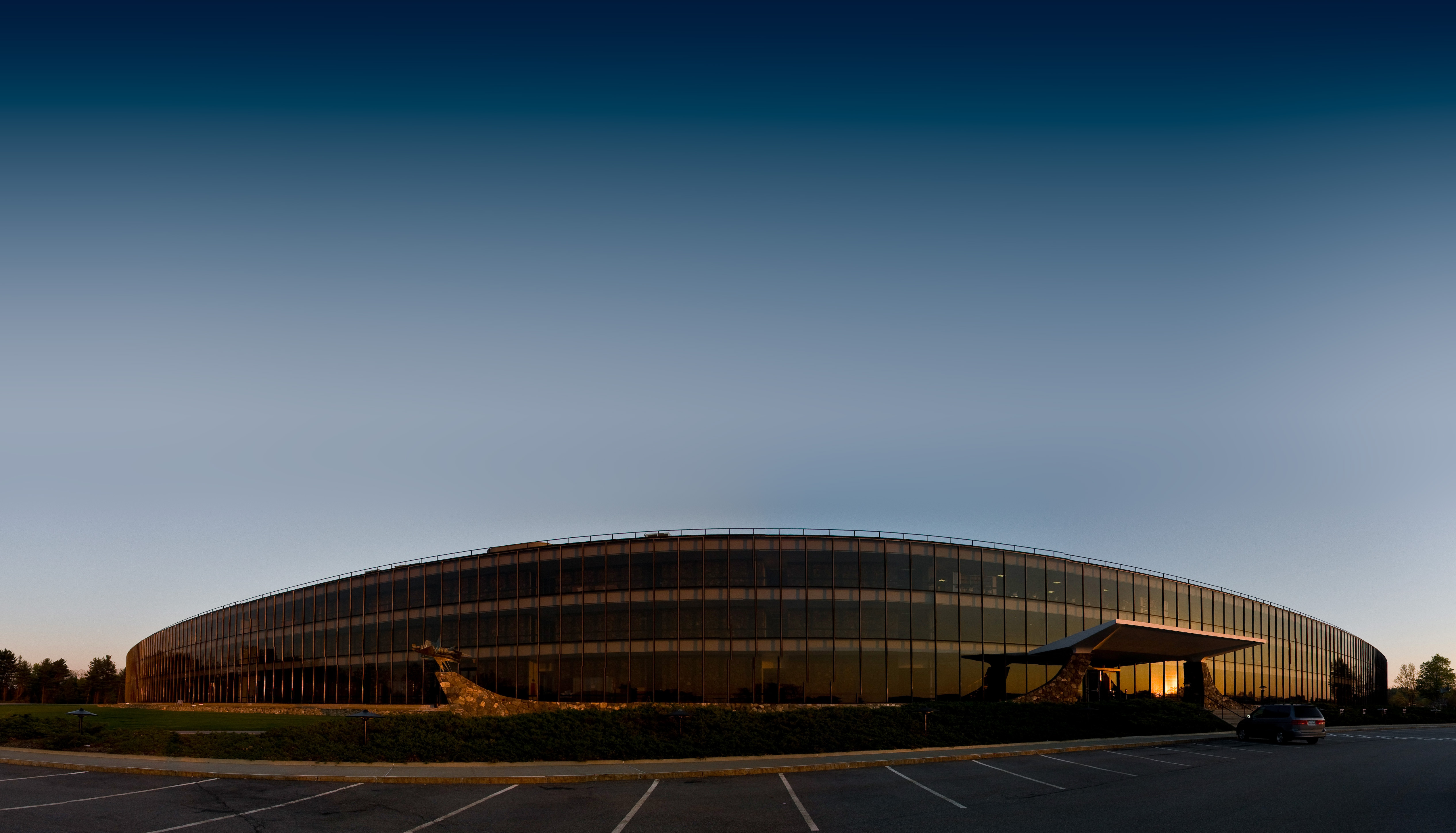
Thomas J. Watson Research Center, Hauptgebäude in Yorktown Heights

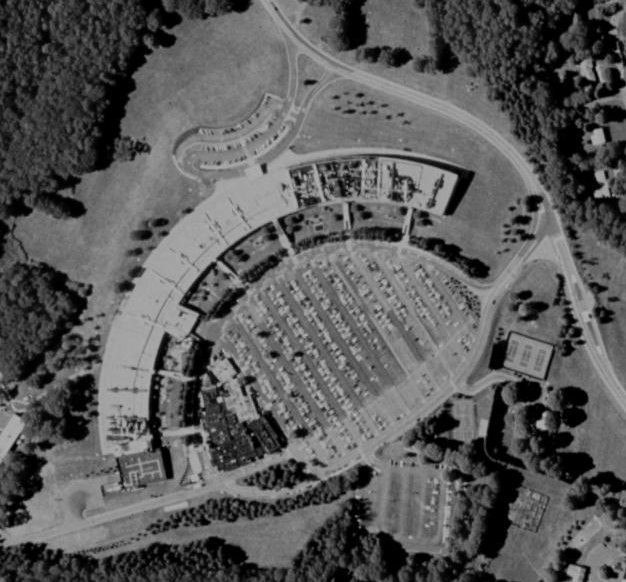
Luftaufnahme des Hauptgebäudes, 1993

Das Thomas J. Watson Research Center ist die Zentrale der IBM-Forschung mit insgesamt acht Laboren in sechs Ländern.
Es besteht aus drei verschiedenen Standorten mit vier Gebäudekomplexen. Die Zentrale befindet sich in Yorktown Heights (Westchester County, New York), zwei weitere Gebäude in Hawthorne (New York) und eines in Cambridge (Massachusetts).
Das Forschungszentrum wurde nach Thomas John Watson senior und Thomas John Watson junior benannt.

## Geschichte
Das IBM-Forschungszentrum wurde 1945 bei der Columbia University als Watson Scientific Computing Laboratory gegründet. Ursprüngliche Adresse war die 116. Straße in Manhattan, New York. 1953 expandierte es in die 115. Straße. 1961 wurde das Forschungszentrum nach Yorktown Heights im Westchester County nördlich von New York City verlegt. 1984 wurde ein weiteres Gebäude unweit von Yorktown Heights in Hawthorne bezogen.

## Forschung
Mitarbeiter des Thomas J. Watson Research Center waren bzw. sind Benoît Mandelbrot, Maurice Karnaugh, Mihir Bellare, Gregory Chaitin, Rolf Landauer, James Cooley, Charles H. Bennett, Michael O. Rabin, Erwin Hahn, D. K. Ray-Chaudhuri, Richard Garwin (der zeitweise Direktor war), Dana Scott, Shmuel Winograd und Mark Russinovich.
Das Thomas Watson Research Center ist auch bekannt für die Entwicklung der BlueGene-Supercomputer, etwa des Blue Gene Watson getauften Supercomputers mit 20 Racks à 1024 Prozessoren (91,3 Teraflops beim LINPACK-Benchmark).
Eine weitere bekannte Anwendung aus dem Thomas Watson Research Center ist der IBM Watson.